# Kate Mullany
Kate Mullany (Irlanda, 1845 - Troy, Estats Units d'Amèrica, 17 d'agost de 1906) va ser una sindicalista irlandesa, una de les primeres dirigents sindicals dels Estats Units. El febrer de 1864 va ser la fundadora del Collar Laundry Union, el primer sindicat de dones del país, establert a Troy, Nova York.

## Trajectòria
Mullany va ser una immigrant irlandesa que va arribar amb la seva família a l'estat de Nova York, als Estats Units, fugint de la Gran fam irlandesa. Juntament amb Esther Keegan, una companya de treball, va organitzar a tres-centes dones, aproximadament, per a fundar el primer sindicat femení del país el 1864, el Collar Laundry Union, del qual en va ser presidenta. Dies després, amb tan sols 23 anys, va dirigir una reeixida vaga de sis dies per a augmentar els salaris i millorar les condicions laborals de les dones que treballaven a les bugaderies. La vaga va aconseguir que obtinguessin el 25% d'augment.
Com a líder sindical, el 1868 va assistir al Congrés Nacional del Treball. Durant la reunió va ser elegida segona vicepresidenta del National Labor Union, però ella va rebutjar el càrrec i va ser elegida secretària assistent de William H. Sylvis, president de l'organització. Va ser la primera dona elegida per a ocupar un càrrec sindical a nivell nacional. El 1869 es va casar amb John Fogarty i no van tenir fills. El Collar Laundry Union es va dissoldre el 1970, per la qual cosa no se sap molt de la seva vida després d'aquesta data. Va morir el 17 d'agost de 1906 a casa seva i el 20 d'agost va ser enterrada al cementiri de St. Peter's, a Troy, Nova York.
Mullany ha estat objecte de diversos reconeixements pòstums. La seva casa, situada en el número 350, d'8th Street, a Troy, va ser declarada Fita Històrica Nacional el 1998 i es va convertir en un Lloc Històric Nacional el 2008. Com a forma d'homenatge, el 8 de setembre de 1999, representants del moviment obrer li van dedicar una llosa de pedra en forma de creu celta sobre la seva tomba. Va ser inclosa en el National Women's Hall of Fame l'any 2000 i en el Labor's International Hall of Fame el 2016. Va ser honrada pel Senat de l'estat de Nova York i la seva llar forma part del Women's Heritage Trail (un recorregut turístic de l'estat).